# Flavopunctelia lobulata
Flavopunctelia lobulata är en lavart som beskrevs av Elix & Adler. Flavopunctelia lobulata ingår i släktet Flavopunctelia och familjen Parmeliaceae.   Inga underarter finns listade i Catalogue of Life.